# Sportgemeinschaft Dynamo Dresden 2006-2007
Questa voce raccoglie le informazioni riguardanti il Dinamo Dresda nelle competizioni ufficiali della stagione 2006-2007.

## Stagione
Nella stagione 2006-2007 il Dinamo Dresda, allenato da Peter Pacult e Norbert Meier, concluse il campionato di Regionalliga nord al 7º posto. In Coppa di Germania il Dinamo Dresda fu eliminato al primo turno dall'Hannover 96.

## Rosa
| N. |                          | Ruolo | Calciatore       |
| -- | ------------------------ | ----- | ---------------- |
| 1  | Germania (bandiera)      | P     | Tino Berbig      |
| 2  | Liechtenstein (bandiera) | D     | Martin Stocklasa |
| 3  | Germania (bandiera)      | D     | Volker Oppitz    |
| 4  | Rep. Ceca (bandiera)     | D     | Tomáš Votava     |
| 5  | Romania (bandiera)       | D     | Levente Csik     |
| 6  | Germania (bandiera)      | D     | Daniel Ernemann  |
| 7  | Germania (bandiera)      | C     | Markus Knackmuß  |
| 8  | Germania (bandiera)      | C     | Christian Hauser |
| 9  | Germania (bandiera)      | A     | Marco Vorbeck    |
| 10 | Rep. Ceca (bandiera)     | C     | Ivo Ulich        |
| 11 | Rep. Ceca (bandiera)     | A     | Pavel David      |
| 13 | Germania (bandiera)      | D     | Jan Koch         |
| 14 | Slovacchia (bandiera)    | A     | Jan Koziak       |
| 15 | Germania (bandiera)      | D     | André Weiß       |
| 16 | Germania (bandiera)      | C     | Michael Kügler   |

| N. |                        | Ruolo | Calciatore       |
| -- | ---------------------- | ----- | ---------------- |
| 17 | Germania (bandiera)    | C     | Alexander Ludwig |
| 18 | Germania (bandiera)    | A     | Patrick Würll    |
| 20 | Germania (bandiera)    | C     | Michael Lerchl   |
| 21 | Germania (bandiera)    | C     | René Beuchel     |
| 22 | Germania (bandiera)    | C     | Marc Hensel      |
| 23 | Germania (bandiera)    | P     | Oliver Herber    |
| 24 | Germania (bandiera)    | D     | Paul Schletzke   |
| 25 | Germania (bandiera)    | D     | Ronald Wolf      |
| 26 | Austria (bandiera)     | D     | Alen Orman       |
| 27 | Germania (bandiera)    | C     | Markus Dworrak   |
| 29 | Germania (bandiera)    | D     | Sebastian Pelzer |
| 30 | Germania (bandiera)    | C     | Stefan Süß       |
| 32 | Germania (bandiera)    | D     | Cataldo Cozza    |
| 33 | Paesi Bassi (bandiera) | A     | Samuel Koejoe    |
|    | Germania (bandiera)    | C     | Reimund Linkert  |

## Organigramma societario
Area tecnica
- Allenatore: Norbert Meier
- Allenatore in seconda: Tom Stohn
- Preparatore dei portieri:
- Preparatori atletici:
- Analisi video:

## Calciomercato

### Sessione estiva
| Acquisti | Acquisti         | Acquisti         | Acquisti |
| R.       | Nome             | da               | Modalità |
| -------- | ---------------- | ---------------- | -------- |
| C        | Markus Dworrak   | Energie Cottbus  |          |
| P        | Tino Berbig      | Osnabrück        |          |
| A        | Pavel David      | Rot-Weiß Erfurt  |          |
| D        | Daniel Ernemann  | Austria Lustenau |          |
| C        | Markus Knackmuß  | Augusta          |          |
| D        | Jan Koch         | Hansa Rostock II |          |
| C        | Michael Kügler   | Osnabrück        |          |
| D        | Paul Schletzke   | Dinamo Dresda II |          |
| D        | Martin Stocklasa | Vaduz            |          |
| A        | Patrick Würll    | Holstein Kiel    |          |

| Cessioni | Cessioni           | Cessioni          | Cessioni |
| R.       | Nome               | a                 | Modalità |
| -------- | ------------------ | ----------------- | -------- |
| C        | Silvio Bär         | Neuruppin         |          |
| A        | Thomas Bröker      | Paderborn         |          |
| D        | Dennis Cagara      | Hertha Berlino    |          |
| C        | Christian Fröhlich | Carl Zeiss Jena   |          |
| P        | Darko Horvat       | Dinamo Dresda II  |          |
| A        | Joshua Kennedy     | Norimberga        |          |
| P        | Ignjac Kresic      | Kickers Offenbach |          |
| C        | Mariusz Kukiełka   | Energie Cottbus   |          |
| D        | Dexter Langen      | Hansa Rostock     |          |
| A        | Thomas Neubert     | Holstein Kiel     |          |
| C        | Karsten Oswald     | Sachsen Lipsia    |          |
| D        | Pavel Pergl        | Sparta Praga      |          |
| C        | Maik Wagefeld      | Hansa Rostock     |          |

### Sessione invernale
| Acquisti | Acquisti      | Acquisti     | Acquisti |
| R.       | Nome          | da           | Modalità |
| -------- | ------------- | ------------ | -------- |
| D        | Cataldo Cozza | Paderborn II |          |

| Cessioni | Cessioni         | Cessioni   | Cessioni |
| R.       | Nome             | a          | Modalità |
| -------- | ---------------- | ---------- | -------- |
| A        | André Heinisch   | Plauen     |          |
| D        | Robert Scannewin | Meuselwitz |          |

## Risultati

### Regionalliga

#### Girone di andata
| Arbitro: | Schriever |

|                                       |           |             |
| Ludwig 11’, 84’ Votava 17’ Kügler 51’ | Marcatori | 57’ Bartels |

| Arbitro: | Kuhl |

|                   |           |                        |
| van den Bergh 81’ | Marcatori | 29’ Oppitz 68’ Vorbeck |

| Arbitro: | Gräfe |

|                               |           |          |
| Ludwig 35’ (rig.), 86’ (rig.) | Marcatori | 88’ Groß |

| Arbitro: | Kinhöfer |

|                                   |           |            |
| Cartus 57’, 89’ Reichenberger 59’ | Marcatori | 87’ Koziak |

| Dresda 26 agosto 2006, ore 14:00 CEST 5ª giornata | Dinamo Dresda  | 0 – 0 referto | Fortuna Düsseldorf | Rudolf-Harbig-Stadion (14 592 spett.)\| Arbitro: \| Schempershauwe \| |
| Arbitro:                                          | Schempershauwe |               |                    |                                                                       |

| Arbitro: | Seemann |

|  |           |                       |
|  | Marcatori | 29’ Ulich 90’ Vorbeck |

| 9 settembre 2006 7ª giornata |  | – turno di riposo |  |  |

| Arbitro: | Schriever |

|                 |           |             |
| Vorbeck 4’, 23’ | Marcatori | 8’ Kullmann |

| Arbitro: | Metzen |

|                          |           |               |
| Lejan 20’ Manno 49’, 64’ | Marcatori | 50’ Stocklasa |

| Arbitro: | Schalk |

|                       |           |            |
| David 12’ Vorbeck 30’ | Marcatori | 90’ Gordon |

| Arbitro: | Bippen |

|          |           |  |
| Heun 61’ | Marcatori |  |

| Arbitro: | Fischer |

|             |           |                                                   |
| Vorbeck 34’ | Marcatori | 2’ Stallbaum 18’ Harnik 42’ Artmann 63’ Schindler |

| Arbitro: | Seemann |

|           |           |            |
| Frahn 89’ | Marcatori | 50’ Ludwig |

| Arbitro: | Stark |

|                       |           |  |
| Vorbeck 10’ David 50’ | Marcatori |  |

| Arbitro: | Metzen |

|           |           |             |
| Lekki 21’ | Marcatori | 37’ Vorbeck |

| Arbitro: | Kinhöfer |

|                                       |           |                 |
| Dworrak 34’ David 43’, 90’ Oppitz 54’ | Marcatori | 25’ Papadopulos |

| Arbitro: | Lupp |

|           |           |  |
| Cerci 37’ | Marcatori |  |

| Arbitro: | Kempter |

|                                    |           |  |
| Ludwig 42’, 45’ (rig.) Vorbeck 83’ | Marcatori |  |

| Arbitro: | Schumacher |

|               |           |  |
| Cannizzaro 8’ | Marcatori |  |

#### Girone di ritorno
| Arbitro: | Winkmann |

|           |           |  |
| Dobrý 78’ | Marcatori |  |

| Arbitro: | Kuhl |

|            |           |  |
| Koejoe 87’ | Marcatori |  |

| Arbitro: | Meyer |

|                                 |           |  |
| Laumann 6’, 42’ Di Gregorio 40’ | Marcatori |  |

| Arbitro: | Winkmann |

|  |           |                   |
|  | Marcatori | 41’ Reichenberger |

| Arbitro: | Kinhöfer |

|          |           |             |
| Wolf 90’ | Marcatori | 23’ Vorbeck |

| Arbitro: | Weiner |

|                             |           |                |
| Ludwig 38’ (rig.) Ulich 61’ | Marcatori | 70’ Brunnemann |

| 17 marzo 2007 26ª giornata |  | – turno di riposo |  |  |

| Arbitro: | Kempter |

|             |           |  |
| Habryka 82’ | Marcatori |  |

| Arbitro: | Schriever |

|              |           |          |
| Ernemann 70’ | Marcatori | 71’ Damm |

| Arbitro: | Trautmann |

|                            |           |                              |
| Öztekin 9’ Omerbegović 58’ | Marcatori | 26’, 48’ Ludwig 63’ Knackmuß |

| Arbitro: | Seemann |

|                 |           |  |
| Koejoe 72’, 90’ | Marcatori |  |

| Arbitro: | Zwayer |

|             |           |           |
| Artmann 58’ | Marcatori | 64’ David |

| Arbitro: | Schempershauwe |

|                |           |  |
| Ulich 27’, 79’ | Marcatori |  |

| Arbitro: | Rafati |

|                           |           |            |
| Patschinski 16’ Bönig 44’ | Marcatori | 73’ Koejoe |

| Arbitro: | Stachowiak |

|                                   |           |           |
| Koejoe 22’, 63’ Ludwig 26’ (rig.) | Marcatori | 77’ Zimin |

| Arbitro: | Wenkel |

|                                             |           |                     |
| Lartey 30’ Stocklasa 32’ (aut.) Schmidt 84’ | Marcatori | 4’ Koejoe 40’ David |

| Arbitro: | Grudzinski |

|                           |           |  |
| David 23’, 46’ Koejoe 32’ | Marcatori |  |

| Arbitro: | Meyer |

|                                 |           |                |
| Takyi 14’ (rig.) Rothenbach 83’ | Marcatori | 45’, 90’ David |

| Arbitro: | Metzger |

|                            |           |                                         |
| Orman 26’ (rig.) Würll 32’ | Marcatori | 48’ Sam 53’, 81’ (rig.), 89’ Cannizzaro |

### Coppa di Germania
| Arbitro: | Fleischer |

|                  |           |                                     |
| Vorbeck 49’, 68’ | Marcatori | 36’ Bruggink 43’ Brdarić 54’ Huszti |

## Statistiche

### Statistiche di squadra
| Competizione      | Punti | In casa | In casa | In casa | In casa | In casa | In casa | In trasferta | In trasferta | In trasferta | In trasferta | In trasferta | In trasferta | Totale | Totale | Totale | Totale | Totale | Totale | DR |
| Competizione      | Punti | G       | V       | N       | P       | Gf      | Gs      | G            | V            | N            | P            | Gf           | Gs           | G      | V      | N      | P      | Gf     | Gs     | DR |
| ----------------- | ----- | ------- | ------- | ------- | ------- | ------- | ------- | ------------ | ------------ | ------------ | ------------ | ------------ | ------------ | ------ | ------ | ------ | ------ | ------ | ------ | -- |
| Regionalliga nord | 55    | 18      | 13      | 2       | 3       | 36      | 17      | 18           | 3            | 5            | 10           | 18           | 28           | 36     | 16     | 7      | 13     | 54     | 45     | +9 |
| Coppa di Germania | -     | 1       | 0       | 0       | 1       | 2       | 3       | 0            | 0            | 0            | 0            | 0            | 0            | 1      | 0      | 0      | 1      | 2      | 3      | -1 |
| Totale            | 55    | 19      | 13      | 2       | 4       | 38      | 20      | 18           | 3            | 5            | 10           | 18           | 28           | 37     | 16     | 7      | 14     | 56     | 48     | +8 |

### Andamento in campionato
| Giornata  | 1 | 2 | 3 | 4 | 5 | 6 | 7 | 8 | 9 | 10 | 11 | 12 | 13 | 14 | 15 | 16 | 17 | 18 | 19 | 20 | 21 | 22 | 23 | 24 | 25 | 26 | 27 | 28 | 29 | 30 | 31 | 32 | 33 | 34 | 35 | 36 | 37 | 38 |
| --------- | - | - | - | - | - | - | - | - | - | -- | -- | -- | -- | -- | -- | -- | -- | -- | -- | -- | -- | -- | -- | -- | -- | -- | -- | -- | -- | -- | -- | -- | -- | -- | -- | -- | -- | -- |
| Luogo     | C | T | C | T | C | T |   | C | T | C  | T  | C  | T  | C  | T  | C  | T  | C  | T  | T  | C  | T  | C  | T  | C  |    | T  | C  | T  | C  | T  | C  | T  | C  | T  | C  | T  | C  |
| Risultato | V | V | V | P | N | V |   | V | P | V  | P  | P  | N  | V  | N  | V  | P  | V  | P  | P  | V  | P  | P  | N  | V  |    | P  | N  | V  | V  | N  | V  | P  | V  | P  | V  | N  | P  |
| Posizione | 1 | 2 | 1 | 2 | 4 | 1 | 3 | 1 | 4 | 2  | 3  | 8  | 8  | 5  | 5  | 3  | 4  | 4  | 4  | 5  | 4  | 6  | 8  | 8  | 7  | 9  | 11 | 12 | 9  | 5  | 7  | 4  | 5  | 4  | 6  | 4  | 6  | 7  |

Legenda:

Luogo: C = Casa; T = Trasferta. Risultato: V = Vittoria; N = Pareggio; P = Sconfitta.

### Statistiche dei giocatori
| Giocatore    | Regionalliga nord | Regionalliga nord | Regionalliga nord | Regionalliga nord | Coppa di Germania | Coppa di Germania | Coppa di Germania | Coppa di Germania | Totale   | Totale | Totale      | Totale     |
| Giocatore    | Presenze          | Reti              | Ammonizioni       | Espulsioni        | Presenze          | Reti              | Ammonizioni       | Espulsioni        | Presenze | Reti   | Ammonizioni | Espulsioni |
| ------------ | ----------------- | ----------------- | ----------------- | ----------------- | ----------------- | ----------------- | ----------------- | ----------------- | -------- | ------ | ----------- | ---------- |
| T. Berbig    | 23                | 0                 | 0                 | 0                 | 1                 | 0                 | 0                 | 0                 | 24       | 0      | 0           | 0          |
| R. Beuchel   | 10                | 0                 | 1                 | 0                 | 0                 | 0                 | 0                 | 0                 | 10       | 0      | 1           | 0          |
| C. Cozza     | 17                | 0                 | 3                 | 0                 | 0                 | 0                 | 0                 | 0                 | 17       | 0      | 3           | 0          |
| L. Csik      | 13                | 0                 | 3                 | 0                 | 0                 | 0                 | 0                 | 0                 | 13       | 0      | 3           | 0          |
| P. David     | 26                | 10                | 3                 | 0                 | 1                 | 0                 | 0                 | 0                 | 27       | 10     | 3           | 0          |
| M. Dworrak   | 21                | 1                 | 2                 | 0                 | 1                 | 0                 | 1                 | 0                 | 22       | 1      | 3           | 0          |
| D. Ernemann  | 35                | 1                 | 8                 | 0                 | 1                 | 0                 | 0                 | 0                 | 36       | 1      | 8           | 0          |
| C. Hauser    | 23                | 0                 | 5                 | 1                 | 1                 | 0                 | 0                 | 0                 | 24       | 0      | 5           | 1          |
| A. Heinisch  | 2                 | 0                 | 0                 | 0                 | 0                 | 0                 | 0                 | 0                 | 2        | 0      | 0           | 0          |
| M. Hensel    | 11                | 0                 | 0                 | 0                 | 0                 | 0                 | 0                 | 0                 | 11       | 0      | 0           | 0          |
| O. Herber    | 14                | 0                 | 1                 | 0                 | 0                 | 0                 | 0                 | 0                 | 14       | 0      | 1           | 0          |
| M. Knackmuß  | 34                | 1                 | 8                 | 0                 | 1                 | 0                 | 0                 | 0                 | 35       | 1      | 8           | 0          |
| J. Koch      | 7                 | 0                 | 1                 | 0                 | 0                 | 0                 | 0                 | 0                 | 7        | 0      | 1           | 0          |
| S. Koejoe    | 16                | 8                 | 0                 | 0                 | 0                 | 0                 | 0                 | 0                 | 16       | 8      | 0           | 0          |
| J. Koziak    | 10                | 1                 | 2                 | 0                 | 1                 | 0                 | 0                 | 0                 | 11       | 1      | 2           | 0          |
| M. Kügler    | 2                 | 1                 | 0                 | 0                 | 0                 | 0                 | 0                 | 0                 | 2        | 1      | 0           | 0          |
| M. Lerchl    | 22                | 0                 | 2                 | 1                 | 0                 | 0                 | 0                 | 0                 | 22       | 0      | 2           | 1          |
| R. Linkert   | 1                 | 0                 | 0                 | 1                 | 0                 | 0                 | 0                 | 0                 | 1        | 0      | 0           | 1          |
| A. Ludwig    | 27                | 11                | 7                 | 0                 | 1                 | 0                 | 0                 | 0                 | 28       | 11     | 7           | 0          |
| V. Oppitz    | 19                | 2                 | 3                 | 0                 | 1                 | 0                 | 0                 | 0                 | 20       | 2      | 3           | 0          |
| A. Orman     | 23                | 1                 | 1                 | 1                 | 1                 | 0                 | 0                 | 0                 | 24       | 1      | 1           | 1          |
| S. Pelzer    | 22                | 0                 | 7                 | 0                 | 0                 | 0                 | 0                 | 0                 | 22       | 0      | 7           | 0          |
| R. Scannewin | 1                 | 0                 | 0                 | 0                 | 0                 | 0                 | 0                 | 0                 | 1        | 0      | 0           | 0          |
| P. Schletzke | 0                 | 0                 | 0                 | 0                 | 0                 | 0                 | 0                 | 0                 | 0        | 0      | 0           | 0          |
| M. Stocklasa | 31                | 1                 | 5                 | 0                 | 1                 | 0                 | 0                 | 0                 | 32       | 1      | 5           | 0          |
| S. Süß       | 6                 | 0                 | 1                 | 0                 | 0                 | 0                 | 0                 | 0                 | 6        | 0      | 1           | 0          |
| I. Ulich     | 34                | 4                 | 3                 | 0                 | 1                 | 0                 | 0                 | 0                 | 35       | 4      | 3           | 0          |
| M. Vorbeck   | 26                | 10                | 5                 | 0                 | 1                 | 2                 | 0                 | 0                 | 27       | 12     | 5           | 0          |
| T. Votava    | 8                 | 1                 | 0                 | 1                 | 1                 | 0                 | 0                 | 0                 | 9        | 1      | 0           | 1          |
| A. Weiß      | 0                 | 0                 | 0                 | 0                 | 0                 | 0                 | 0                 | 0                 | 0        | 0      | 0           | 0          |
| R. Wolf      | 1                 | 0                 | 0                 | 0                 | 0                 | 0                 | 0                 | 0                 | 1        | 0      | 0           | 0          |
| P. Würll     | 12                | 1                 | 0                 | 0                 | 0                 | 0                 | 0                 | 0                 | 12       | 1      | 0           | 0          |